# Singles (Frankrijk)
Singles is een gemeente in het Franse departement Puy-de-Dôme (regio Auvergne-Rhône-Alpes) en telt 205 inwoners (2004). De plaats maakt deel uit van het arrondissement Issoire.

## Geografie
De oppervlakte van Singles bedraagt 21,4 km², de bevolkingsdichtheid is 9,6 inwoners per km².
De onderstaande kaart toont de ligging van Singles (Frankrijk) met de belangrijkste infrastructuur en aangrenzende gemeenten.

## Demografie
Onderstaande figuur toont het verloop van het inwonertal (bron: INSEE-tellingen).